# Pseudiastata pallida
Pseudiastata pallida är en tvåvingeart som beskrevs av Wheeler 1960. Pseudiastata pallida ingår i släktet Pseudiastata och familjen daggflugor. Inga underarter finns listade i Catalogue of Life.